# East Cowton
East Cowton – wieś w Anglii, w hrabstwie North Yorkshire, w dystrykcie (unitary authority) North Yorkshire. Leży 60 km na północny zachód od miasta York i 337 km na północ od Londynu. Miejscowość liczy 650 mieszkańców.